# Єфімов Ігор Борисович
Ігор Борисович Єфімов (нар. 16 вересня 1960, Тбілісі) — грузинський шахіст, у 1996-2006 роках представник Італії, а з 2007 року – Монако, гросмейстер від 1993 року.

## Шахова кар'єра
Перші успіхи припадають на кінець 1970-х років. У році 1977 року посів 4-те місце в Єревані. В 1985 році посів 3-тє місце на турнірі Bohemians у Празі. У 1992 році тріумфував (попереду Ігорса Раусіса і Віталія Цешковського) в Москві, а 1994 року був 2-м (позаду Ніколи Міткова) в Ніцці.
Після зміни громадянства належав до когорти провідних італійських шахістів. Неодноразово брав участь у фіналі чемпіонату Італії, вигравши 2 золоті (1997, 1998) та 2 срібні медалі (1999, 2000). У 1998 і 2000 роках представляв Італію на шахових олімпіадах (в обох випадках на 1-й шахівниці), а в 1997 і 1999 роках – на командних чемпіонатах Європи, 1997 року вигравши в Пулі срібну медаль в особистому заліку на 2-й шахівниці. Крім того поділив 2-ге місце на турнірі за швейцарською системою у Асті (1995, позаду Мікеле Годени), поділив 3-тє місце на турнірі Реджо-Емілія (1996/97, позаду Михайла Красенкова і Віктора Бологана, разом з Дмитром Комаровим і Олегом Романишиним), поділив 1-ше місце у Кутро (1997, разом з Ненадом Алексичем), знову поділив 3-тє місце в Реджо-Емілії (1997/98, позаду Дмитра Комарова та Леоніда Юдасіна, разом з Смбатом Лпутяном), посів 2-ге місце в Монтекатіні-Терме (1998, позаду Ігоря Міладиновича), поділив 2-ге місце в Сен-Венсані (1998, позаду Роберта Зелчича, разом із, зокрема, Ігорем Новіковим, Томасом Лютером і Рейнальдо Верою), поділив 1-ше місце в Больцано (1998, разом із, зокрема, Мікеле Годеною і Геннадієм Тимошенком), переміг на турнірі Monaco Masters (2000), посів 2-ге місце в Реджо-Емілії (2000/01, позаду Олега Романишина), поділив 1-ше місце в Лідо Естенсі (2002, разом з Віорелом Йордаческу і Ніколою Мітковим), поділив 1-ше місце у Кортіна-д'Ампеццо (2003, разом з Ненадом Шулавою і Аркадієм Ротштейном) і вигравав у Трієсті (2006). У 2007 році поділив 1-ше місце на двох турнірах за швейцарською системою, в Гризолії (разом з Володимиром Охотником, Райнером Буманном, Георгієм Багатуровим і Ненадом Алексичем) і в Сенігаллії (разом з Сінішою Дражичем і Тодором Тодоровим). У 2015 році завоював титул чемпіона Монако.
Найвищий рейтинг Ело в кар'єрі мав станом на 1 липня 1997 року, досягнувши 2540 очок займав тоді 1-ше місце серед італійських шахістів.

## Зміни рейтингу
| На цьому місці має відображатися графік чи діаграма, однак з технічних причин його відображення наразі вимкнено. Будь ласка, не видаляйте код, який викликає це повідомлення. Розробники вже працюють для того, щоби відновити штатне функціонування цього графіка або діаграми. | |
| | На цьому місці має відображатися графік чи діаграма, однак з технічних причин його відображення наразі вимкнено. Будь ласка, не видаляйте код, який викликає це повідомлення. Розробники вже працюють для того, щоби відновити штатне функціонування цього графіка або діаграми. |